# День працівників пожежної охорони
День працівників пожежної охорони — скасоване професійне свято працівників пожежної охорони України. Відзначалося щорічно 29 січня.
Замість нього відзначається — День рятівника.
Президент України Віктор Янукович у листопаді 2013 року встановив нову дату святкування Дня працівників пожежної охорони: «Установити в Україні професійне свято — День пожежної охорони, який відзначати щорічно 17 квітня», — йдеться в указі. Таке рішення прийнято у зв'язку з вагомим внеском працівників пожежної охорони в боротьбі з вогняною стихією, на захист життя і здоров'я людей, майна від пожеж, на підтримку ініціативи громадських об'єднань та Державної служби з надзвичайних ситуацій.

## Історія свята
Свято було встановлено в Україні «…на підтримку ініціативи працівників пожежної охорони України…» згідно з Указом Президента України «Про День працівників пожежної охорони» від 2 січня 1995 р. № 7/95 та скасоване зі встановленням Дня працівників цивільного захисту згідно з Указом Президента України «Про День працівників цивільного захисту» від 27 серпня 2004 р. № 1010/2004.

## Сучасне відзначення
Наразі працівники пожежної охорони відзначають своє професійне свято у День рятівника України 17 вересня разом зі співробітниками Державної служби з надзвичайних ситуацій.